# Società Sportiva Amatori Modena 1969
Questa voce raccoglie le informazioni riguardanti l'Amatori Modena nelle competizioni ufficiali della stagione 1969.

## Maglie e sponsor
Lo sponsor ufficiale fu la società Iris Ceramiche.
| 1ª divisa |